# Щука (село)
Вижте пояснителната страница за други значения на Щука.
Щука (на македонска литературна норма: Штука) е село в община Босилово на Северна Македония.

## География
Селото е разположено в южните поли на Огражден, североизточно от Струмица.

## История
Село Щука се споменава в дарствена грамота на Хилендарския манастир, издадена от крал Стефан Душан, през 1336 година.
В „Етнография на вилаетите Адрианопол, Монастир и Салоника“, издадена в Константинопол в 1878 година и отразяваща статистиката на населението от 1873 година, Щука (Chtouka) е посочено като село с 20 домакинства, като жителите му са българи.
Според статистиката на Васил Кънчов („Македония. Етнография и статистика“) от 1900 година селото е населявано от 105 жители, всички турци.
Според Димитър Гаджанов в 1916 година в Щука живеят 300 турци, а останалите жители на селото са българи.
Според преброяването от 2002 година селото има 781 жители, всички македонци.

## Личности
Родени в Щука
- Григор Малинов, български революционер, деец на ВМРО[5]
- Димитър Станишев (1924 - 2000), български политик, учен и дипломат, член на ЦК на БКП, баща на Сергей Станишев

Починали в Щука
- Тано Янов (1889 – 1922), български революционер и македоно-одрински опълченец, работник, ІV отделение, 4 рота на 3 солунска дружина[6]